# Tafureya

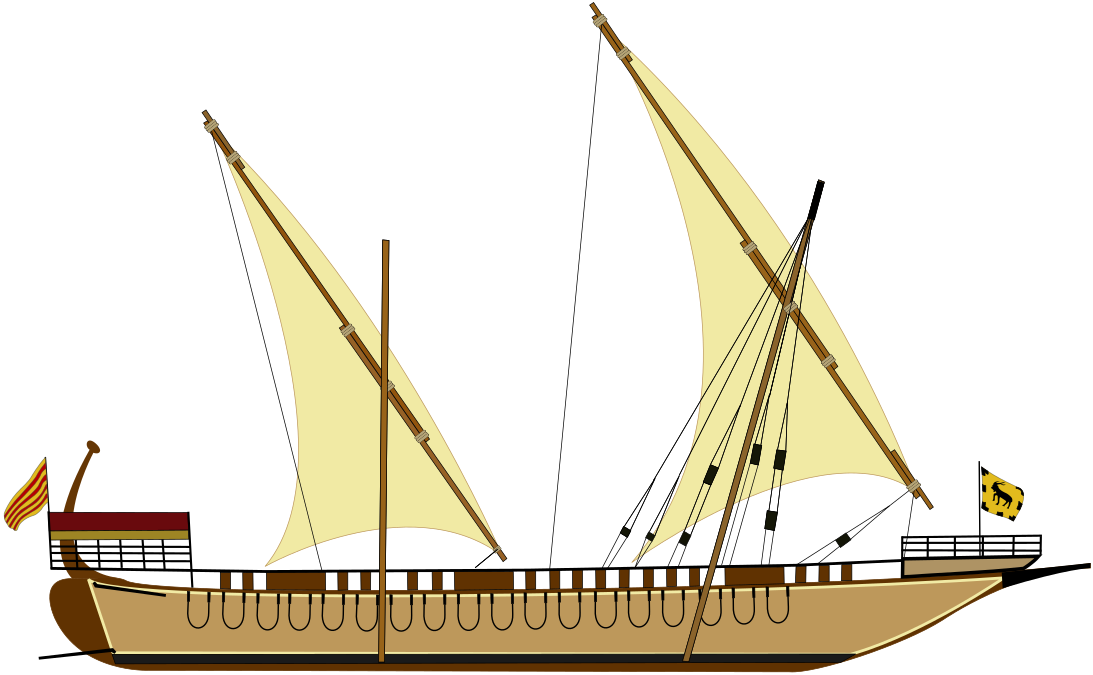
Ilustración del barco utilizado en el mar Mediterráneo durante la Edad Media

Se llama tafureya a una embarcación de transporte usada en la Edad Media. 
Se ignoran los detalles de su construcción y solo se deduce por algunos documentos que a veces llevaba culebrinas u otras piezas de artillería debiendo tener la borda poco elevada a modo de las galeras. Servía también para conducir caballos. 